# Accent
Acest articol este despre un termen utilizat în lingvistică. Pentru alte utilizări ale termenului vezi Accent (dezambiguizare).
În domeniul limbii, termenul accent este folosit în mai multe accepțiuni.
În limbajul curent, în mod impropriu din punctul de vedere al lingvisticii, termenul denumește trăsăturile fonetice și prozodice proprii limbii materne a unui vorbitor, pe care le aplică vorbind o limbă străină, sau proprii varietății regionale a limbii sale materne raportate la varietatea standard a limbii respective. În acest sens se vorbește despre accent străin, respectiv accent moldovenesc (în cazul limbii române), accent meridional (în cazul limbii franceze, de exemplu) etc.
În domeniul scrierii, accentul este un tip de semn diacritic pus deasupra unei litere, de exemplu accentul ascuțit, cel grav și cel circumflex în scrierea limbii franceze.
În prozodie ca ramură a lingvisticii, accentul este un fenomen prin care sunetul care constituie nucleul unei silabe iese în evidență față de alte nuclee de silabă. Astfel iese în evidență o silabă față de celelalte silabe ale unui cuvânt polisilabic, și poate ieși în evidență cuvântul cu accent față de celelalte cuvinte din sintagmă, neaccentuate sau purtând un accent mai slab, o sintagmă în propoziție, sau o propoziție în frază. Scoaterea în evidență a unei silabe se numește accentuare, care poate consta în mai multe acțiuni: mărirea intensității sunetului în cauză, ridicarea nivelului său de înălțime, lungirea sa.

## Componentele accentului
Una din principalele componente ale accentului este, din punct de vedere acustic, intensitatea mai mare a sunetului accentuat față de cea a unui sunet neaccentuat. Aceasta rezultă din forța (energia) mai mare cu care se pronunță sunetul accentuat, datorită, din punct de vedere articulator, unei activități musculare sporite. Altă componentă principală a accentului este gradul de înălțime sau variația de înălțime, altfel spus tonul sunetului accentuat. Ca un al treilea component, secundar, accentuarea poate provoca lungirea sunetului asupra căruia se exercită.

## Tipuri de limbi din punctul de vedere al componentelor accentului
Cel puțin două dintre componentele accentului, intensitatea și tonul sunt prezente în toate limbile, dar nu au acceași importanță în toate.
Sunt limbi în care intensitatea este esențială. Accentul din acestea este numit accent de intensitate, dinamic sau expirator. Și în acestea este prezent tonul, dar acesta nu are valoare funcțională separat, fiind numai un corolar al măririi intensității, care poate aduce după sine un nivel mai mare de înălțime a sunetului. Asemenea limbi sunt numite cu accent de intesitate. Astfel sunt cele romanice, engleza, maghiara etc.
În aceste limbi, intensitatea accentului poate fi diferită de la una la alta. În franceză, de exemplu, intensitatea este relativ mică, iar silabele neaccentuate sunt tot atât de bine articulate ca cele accentuate, pe când în limbile germanice, silabele accentuate sunt mai puternice decât în franceză, iar cele neaccentuate sunt slabe.
În alte limbi esențial este tonul, intensitatea jucând un rol marginal. În cazul acestor limbi se vorbește despre toneme, adică tonuri cu funcția de a distinge sensuri lexicale și gramaticale. Astfel este limba chineză, de exemplu. Unii lingviști le numesc limbi tonale, punându-le în opoziție cu cele din categoria precedentă, pe care le numesc limbi cu accent.
În sfârșit, există și limbi în care și tonul are valoare funcțională pe lângă intensitate. Astfel de limbi sunt greaca veche, latina clasică, suedeza, norvegiana, lituaniana, limbile din diasistemul slav de centru-sud etc. Unii lingviști le numesc limbi cu accent muzical, melodic sau tonic și includ în categoria lor și limbile pe care alții le numesc limbi tonale.
Atât accentul (de intensitate), cât și tonurile pot îndeplini aceleași funcții, dar există și diferențe între ele din acest punct de vedere. În limbile tonale, tonurile dau proeminență paradigmatică unei silabe. Funcția lor principală este de a distinge fiecare silabă de oricare altă silabă compusă din aceleași foneme, silabe care formează un set abstract de cuvinte în aceste limbi, în care cuvintele sunt preponderent monosilabice. Astfel se diferențiază sensurile lor lexicale și gramaticale. Dimpotrivă, funcția principală a accentului (de intesitate) este de a da proeminență sintagmatică uneia sau mai multor silabe dintr-un cuvânt față de silabele neaccentuate sau mai slab accentuate din același cuvânt sau dintr-un segment mai mare al fluxului vorbii.

## Tipuri de accent în limbile numite cu accent

### Accent fix și accent mobil
În unele limbi cu accent, acesta este fix, adică este totdeauna sau aproape totdeauna pe o anumită silabă a cuvintelor care, considerate izolat, pot fi accentuate. Astfel sunt limbi cu accentul:
- pe prima silabă: ceha, finlandeza, maghiara[3], letona (cu câteva excepții)[6] etc.;
- pe penultima silabă: poloneza[3], galeza[7], swahili[5] etc.;
- pe ultima silabă: franceza, turca[5] etc.

În limbile cu accentul pe prima și în cele cu accentul pe ultima silabă, acesta are o funcție demarcativă, indicând începutul, respectiv sfârșitul cuvântului.
În limbile în care accentul nu este fix, acesta poate fi, în unele din acestea, pe oricare silabă, în altele locul accentului se supune anumitor restricții. Limbi cu accent mobil sunt, de pildă, româna, italiana, spaniola, portugheza, greaca, bulgara, rusa, ucraineana, lituaniana, limbile germanice. Limbile din diasistemul slav de centru-sud (bosniaca, croata, muntenegreana și sârba) sunt de asemenea cu accent mobil, dar cu restricția de a nu cădea pe ultima silabă.
În limbile cu accent mobil, acesta poate avea o funcție distinctivă, analogă cu funcția tonemului în limbile tonale. Poate fi vorba de distingerea unor sensuri lexicale prin locul accentului, putându-se crea perechi minimale sau serii minimale. Exemple:
- ro  paralele – paralele, veselă (adjectiv) – veselă (substantiv), mobilă (subst.) – mobilă (adj.) – mobilă (verb la perfectul simplu)[1];
- en  increase „a mări” – increase „mărire”[7], permit „a permite” – permit „permis” (substantiv)[5], import „a importa” – import „import”[2];
- it  ancora „încă” – ancora „ancoră”, debito „datorie” – debito „datorat”, capitano „căpitan” – capitano „(el/ea) comandă” (perfect simplu) – capitano „(ei/ele) se întâmplă”[2];
- ru  мyка (muka) „chin” – мукa (muka) „făină”[2].

Locul accentului poate diferenția și sensuri gramaticale:
- ro  – distingerea perfectului simplu de prezentul indicativ la conjugarea I, persoana a III-a singular: adună – adună, cântă – cântă[1];
- it  canto „(eu) cânt” – canto „(el/ea) cântă” (perfect simplu)[3];
- ru  реки (reki) „al/a/ai/ale râului” – реки (reki) „râuri”[10].

Uneori accentul poate cădea pe o silabă sau alta a aceluiași cuvânt, fără vreo schimbare de sens lexical sau gramatical. Poate fi vorba de variante regionale sau acceptate de normele varietății standard a limbii. În română, astfel de cuvinte sunt, de pildă, antic / antic, firav / firav, profesor / profesor. În engleză, vorbitorii au tendința de a evita succesiunea a două silabe accentuate, schimbând locul primului accent. De exemplu, cuvântul thirteen „treisprezece” este în mod normal accentuat pe a doua silabă, dar în sintagma thirteen men „treisprezece oameni”, în același cuvânt, accentul trece pe prima silabă.
Și în limbi cu accent fix se poate schimba în mod excepțional locul accentului, din motive pragmatice. În maghiară, de exemplu, poate fi un accent numit logic în opoziții, pe altă silabă decât prima: Nem tizenegy, hanem tizenkét forintba kerül „Costă nu unsprezece, ci doisprezece forinți”.

### Accent de cuvânt și accent de grup
Cuvintele pot fi împărțite în cele care pot fi accentuate și cele care nu pot purta accent, în afară de anumite cazuri. Primele poartă accent numit de cuvânt. Ce categorii de cuvinte, dintre acestea care cuvinte și în ce situații sunt neaccentuate, depinde de limba dată, dar în fiecare este vorba în primul rând de cuvinte gramaticale: determinanți abstracți, prepoziții, conjuncții, pronume relative etc. În unele limbi sunt și pronume personale neaccentuate, precum și verbe, când sunt folosite ca auxiliare. De pildă, în propoziția franceză Ils ont passé leurs vacances en Finlande „Și-au petrecut vacanța în Finlanda”, poartă accent (pe ultima lor silabă) numai cuvintele cu sens lexical (cele cu litere aldine). Celelalte (pronumele personal ils „ei”, verbul auxiliar ont, adjectivul posesiv leurs, prepoziția en) sunt neaccentuate, ceea ce se reflectă și în traducerea în română. În această propoziție se formează trei grupuri de cuvinte numite grupuri ritmice sau cuvinte fonetice, cu câte un singur accent, numit accent de grup.
Nici într-o limbă ca maghiara nu se accentuează toate cuvintele. Astfel sunt articolele, conjuncțiile, pronumele relative în general. De aceea, un grup ritmic format din unul sau două asemenea cuvinte urmate de unul cu sens lexical, are accent numai pe prima silabă a acestuia din urmă, ex. az a csont, amit a kutya nem bírt megrágni „acel os pe care câinele n-a putut să-l roadă”.
Situația este în general aceeași și în diasistemul slav de centru-sud, în care accentul este și de intensitate, și muzical, implicând totodată și cantitatea nucleului silabei (scurt sau lung). Dintre cuvintele de regulă fără accent, numite clitice, cele enclitice (plasate după cuvântul accentuat de care se leagă) nu primesc niciodată accent, ex. vidim ga „îl văd”, sreo sam ga „l-am întâlnit”. Cele proclitice (plasate înaintea cuvântului de care se leagă) nu primesc nici ele accent în cele mai multe cazuri (ex. u vodi „în apă”), dar sunt situații când accentul trece pe ele, anume când se află înaintea unui cuvânt care, atunci când este izolat, are pe prima silabă accent cu ton descendent, fie scurt, fie lung: zȍra „zorii zilei” → ȕ zoru „în zori” (accent scurt descendent în ambele situații), grȃd „oraș” (accent lung descendent) → ȕ grad „în oraș” (accent scurt descendent) (la acuzativ, când verbul regent exprimă deplasare spre locul respectiv).
În alte limbi, un cuvânt gramatical poate fi accentuat din motive pragmatice, pentru a marca o opoziție. De exemplu, în propoziția fr  Mettez vos livres sur votre chaise „Puneți-vă cărțile pe scaun”, accentul de grup care cade pe cuvântul chaise poate trece ca accent de insistență pe prepoziția sur, pentru a sugera, de exemplu, ca destinatarii comunicării să nu-și pună cărțile sub scaun.
Un grup ritmic (cuvânt fonetic) poate cuprinde și mai mult de un cuvânt cu sens lexical și, în acest caz, grupul are de asemenea un singur accent. De exemplu, sintagma fr  un enfant „un copil” poate fi extinsă adăugându-se și alte cuvinte, care poartă accent în alte situații, iar în grup sunt subordonate cuvântului accentuat: un petit enfant „un copil mic” → un petit enfant blond „un copil mic blond” → un petit enfant blond français „un copil mic blond, francez”. În limba maghiară, un cuvânt cu sens lexical își poate pierde accentul dacă urmează după un cuvânt accentuat, chiar dacă este regentul acestuia: menekülni igyekszik „se străduiește să scape”.
Un grup ritmic constituie o unitate de sens. Aceeași secvență segmentată diferit în grupuri ritmice poate avea sensuri diferite. De exemplu, secvența fr  [sø ki sav lœ(ː)ʁ sufləʁɔ̃] poate fi împărțită diferit în două grupuri:
- Ceux qui savent | leur souffleront „Cei care știu le vor sufla”;
- Ceux qui savent l’heure | souffleront „Cei care știu cât e ceasul vor sufla”.

În unele limbi, silabele accentuate și cele neaccentuate alternează în mod aproximativ regulat, ceea ce dă un anumit ritm al propoziției. În franceză, bunăoară, cele mai frecvente sunt grupurile de trei și de patru silabe, ceea ce face ca accentul să cadă tot pe a treia sau a patra silabă:
- ritm ternar: Vous avez | certainement | répondu | qu’il viendrait | en voiture „Ați răspuns desigur că va veni cu mașina”.
- ritm cuaternar: Vous avez dit | qu’il arriverait | mardi matin „Ați spus că va sosi marți dimineața”.

### Accent principal și accent secundar de cuvânt sau de grup
În cuvintele relativ lungi se distinge un accent principal, mai puternic, și un accent secundar sau accente secundare, mai slab(e), despărțite de silabe neaccentuate. În română, accentul secundar cade pe prima silabă, de exemplu în cuvântul perspicacitate (accentul principal marcat cu literă aldină subliniată). În maghiară, într-un cuvânt cu același număr de silabe ca în exemplul românesc, sunt accente secundare pe a treia și pe a cincea silabă, ex. aránytalansága „neproporționalitatea sa”.
Accentul secundar poate avea și o motivație pragmatică, fiind numit de insistență, emfatic, afectiv sau expresiv. În franceză, de exemplu, este pe prima sau pe a doua silabă a cuvântului sau a grupului ritmic, care nu sunt neapărat lungi. Are aceleași componente ca și accentul principal, dar fiecare este mai pregnant în accentul secundar: intensitate mai mare, ton mai înalt, vocală mai lungă. Exemple: Idiot ! „Idiotule!”, Formidable ! „Formidabil!”, C’est inutile ! „Este inutil!”.

### Accentul de propoziție
Într-o propoziție sau într-o parte a ei cu mai multe cuvinte accentuate, accentul poate să nu aibă aceeași intensitate pe toate acestea. Accentuarea mai puternică a unui cuvânt sau a unui grup este unul din mijloacele de a scoate în evidență segmentul respectiv. Acest accent se numește accent de propoziție, contrastiv sau sintactic, care poate fi asociat mai frecvent sau mai rar, în funcție de limbă, cu schimbarea locului cuvântului sau grupului. Scopul scoaterii în evidență poate fi o punere în opoziție, o corectare, cererea unei informații printr-o întrebare care o vizează, comunicarea informației vizate de o întrebare. Exemple:
- en [4]:

– Was he wearing a red coat? – He was wearing a red hat „– Purta palton roșu? – Purta pălărie roșie”;
– Was he wearing a green hat? – He was wearing a red hat „– Purta pălărie verde? – Purta pălărie roșie”;
The big man looks angry „Bărbatul cel înalt pare furios” (nu altul);
- ro  Aici l-am găsit, Trebuia să asculte de sfatul dat, nu să se hazardeze în acțiuni fără perspectivă[1];
- fr  Je vais à la poste demain „Merg la poștă mâine / La poștă merg mâine”, On s’est arrêtés là „Ne-am oprit aici / Aici ne-am oprit”, J’ai lavé le parquet „Am spălat parchetul” (implicând, de exemplu, „nu l-am măturat”)[19];
- hu  Tegnap Pistával veszekedett az édesanyja „Ieri mama s-a certat cu Pista” (accent aproximativ egal pe toate cele patru unități accentuate) vs. Tegnap Pistával veszekedett az édesanyja „Ieri cu Pista s-a certat mama” (accentul cel mai puternic pe Pista, fără schimbarea topicii, partea care urmează pierzându-și accentele)[13].